# 天外天劇場
天外天劇場（日语：／ Tengaiten Gekijyo ?）是一座曾位於臺灣臺中市東區的電影院和劇場，該建築由臺中仕紳吳子瑜出資，臺灣總督府技師齋藤辰次郎負責設計建造，並於1936年3月竣工啟用，被視為20世紀臺中市文化發展的重要設施。
2014年，天外天劇場被臺中市政府列為暫定古蹟，並受到了廣泛的社會關注，然而因該建築物仍屬私人財產，文化部的相關提案受到了所有權人的反對而無法得到實現。2020年，劇場再次被中華民國文化部指定為暫定古蹟，但在同年底，行政院訴願審議委員會撤銷了文化部的處分，2021年2月底前，所有權人已將天外天劇場的建築完全拆除。

## 名稱緣由
關於天外天的名稱緣由，有兩個說法。其一是因劇場建築高聳，從頂端眺望，視野極佳，命名「天外天」有「更上層樓」之意。二是民間耆老相傳吳子瑜曾請獨生女吳燕生取名，吳燕生認為父親很「天」（臺灣話「粗心」之意），建議命名為天外天。

## 沿革

### 建築背景
在天外天戲院興建之前，台中市已經興建臺中座、樂舞臺及娛樂館等劇場。然而，在1919年，吳鸞旂在位於櫻町的自家公館庭院「怡園」建立了一座私人戲院，供親友及賓客使用。到了1933年，吳鸞旂之子吳子瑜因認為台中座結構老舊危險，遂開始將私人戲院擴大並開放對外營運。。
據文獻紀載，天外天劇場的誕生與一段軼事有關。有一次，吳子瑜在觀看京剧時，中途去上廁所，回來後發現另一名男子已坐在他的座位上，且不肯讓位，並說「椅子又沒有寫你的名字」。這讓吳子瑜十分憤怒，因此決定建造天外天劇場，並將所有的鐵板凳銘上他的名字。然而，這段故事目前無法得到考證。。

### 興建
1933年9月13日，吳子瑜出資15萬改建自家劇場，並由臺灣總督府技師齋藤辰次郎設計。1936年3月15日竣工啟用，並命名為「天外天劇場」。劇場有三層樓的空間，可容納630席觀眾，當時輪流上演電影、歌仔戲、京劇，還設置了食堂、咖啡廳、跳舞場、茶店等空間，為臺灣當時規模最大的民營歐式戲院，時人稱之與東京寶塚不相上下，也是臺中繼樂舞台之後第二座由臺灣人投資興建的現代化劇場。
1938年，第二次中日戰爭期間，日本政府要求天外天劇場等高層建築配合戰爭動員，需塗裝防空色外觀，進行防空偽裝，避免成為敵機攻擊之目標。吳子瑜為表示對政策的不滿，將屋頂漆成顯眼的紅色。1943年，太平洋戰爭爆發，台灣總督府與吳家協商，將吳公館部分廂房與戲院的部分空間作為臺灣總督府臺中農林專門學校（今國立中興大學）的臨時學生宿舍。劇場於1944年7月因戰爭被迫停業。

### 戰後時期
第二次世界大戰後，劇場於1948年2月後恢復營業，但因票房不佳，虧損甚鉅，於同年10月1日公告暫停營業。吳子瑜於此年因過勞病倒，遂出售天外天劇院予王博，所得款項則用於修建臺北市的「梅屋敷」（今國父史蹟紀念館）。改組後更名「國際大戲院」，但仍因經營困難在12月6日再次停映。1950年代，國際戲院維持電影放映，為提振經營績效，曾與樂舞台採取聯合促銷。1963年，由於經營不順，不敵當時競爭激烈的電影與劇院市場，撤銷營業登記，並於1964年全面結束營業。
1975年，劇場建物轉作太源冷凍廠（泰源冷凍廠）經營之用。1990年，冷凍廠關閉轉作鴿舍與釣蝦場經營。2012年，週遭再轉作停車場經營，建物上層荒廢。

### 保存行動
2014年，天外天劇場首度依照《文化資產保存法》進入文資審議，獲得為期半年的暫定古蹟保護；當時為台中市長候選人林佳龍（同年底當選市長）亦呼籲保存該文化資產。2016年8月，房屋所有權人開始動工拆除建物內部設施，台中市政府相關局處官員到場關切後停工再次進入文資審議。
2017年4月，文史團體送審文資身分再度遭駁回，台中市文化局准許所有權人可自由處分。2020年3月6日，台中市府文化資產審議會決議不予指定為古蹟，也不登錄為歷史建築。
2020年4月2日，所有權人逕行拆除，引起文化部緊急介入，立刻公告劇場為「暫定古蹟」而勒令停止拆除。此暫訂古蹟期限為半年，得延長半年。2021年1月，地主向行政院訴願會提起訴願並成功撤銷文化部暫定古蹟公告，所有權人（萊碼創意科技）對外宣稱進行內部整修，但至27日已開始違法拆除建築結構。
2021年2月3日，臺中市政府都市發展局要求所有權人停工補辦拆除執照時，建築立面已全毀，但所有權人依舊持續拆除，至2月9日僅剩一二樓小部分遺構，2月20日前已完全拆除。
此外在此次拆除工程中，經所有權人同意後，部分圓形屋架、鋼板梁、樓梯柱、鑄鐵欄杆等遺構交由臺中市文化資產資材管理中心保存，並移至大里菸葉廠。

## 建築設計

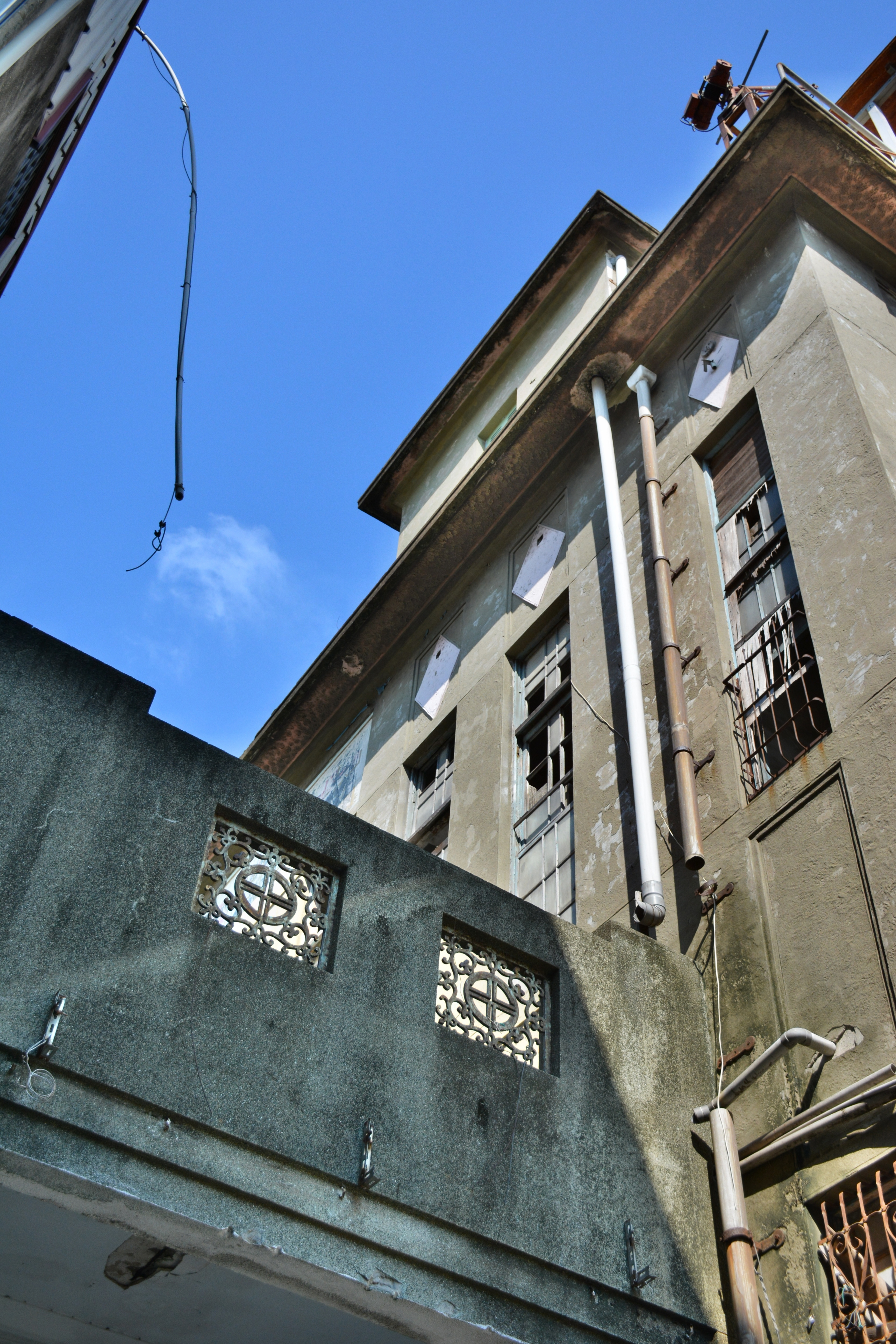
天外天劇場主立面
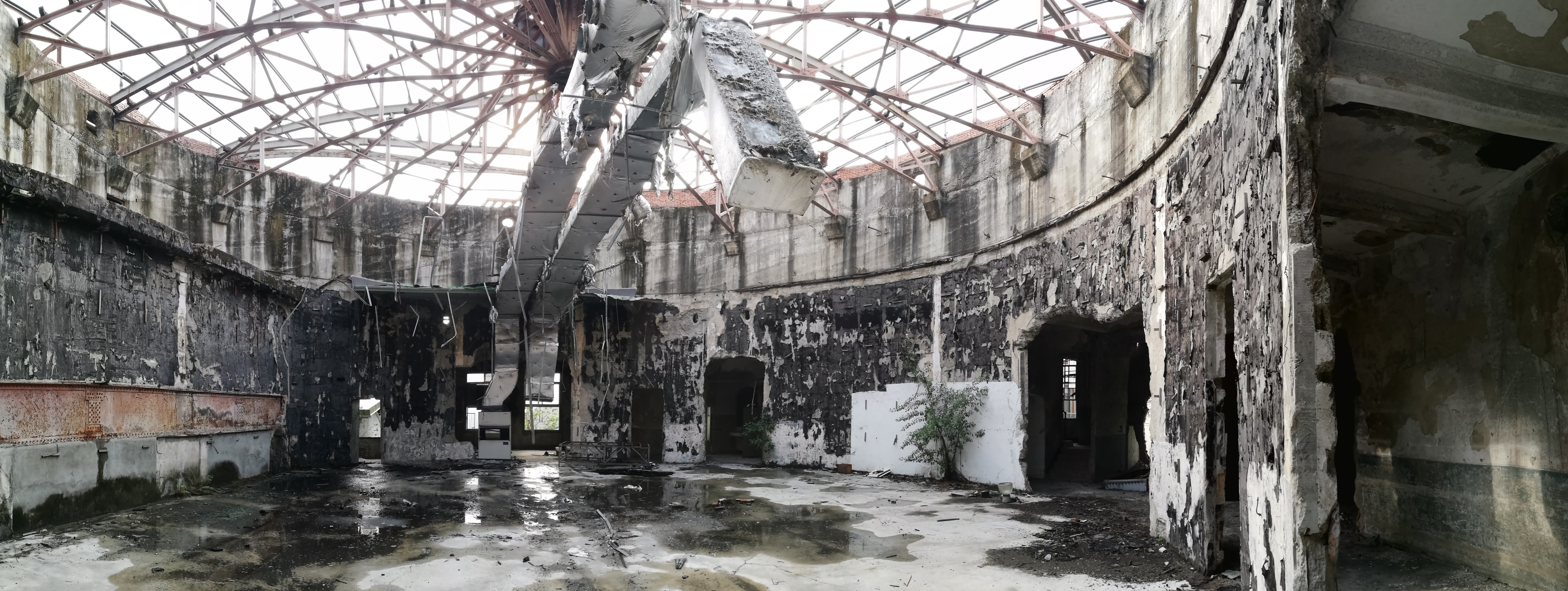
天外天劇場平台，該空間連同底層相應的空間，被認為是表演劇場之所在地，由以上桁架組成的穹頂直徑達18.65公尺，是建成時全臺灣最大的穹頂。
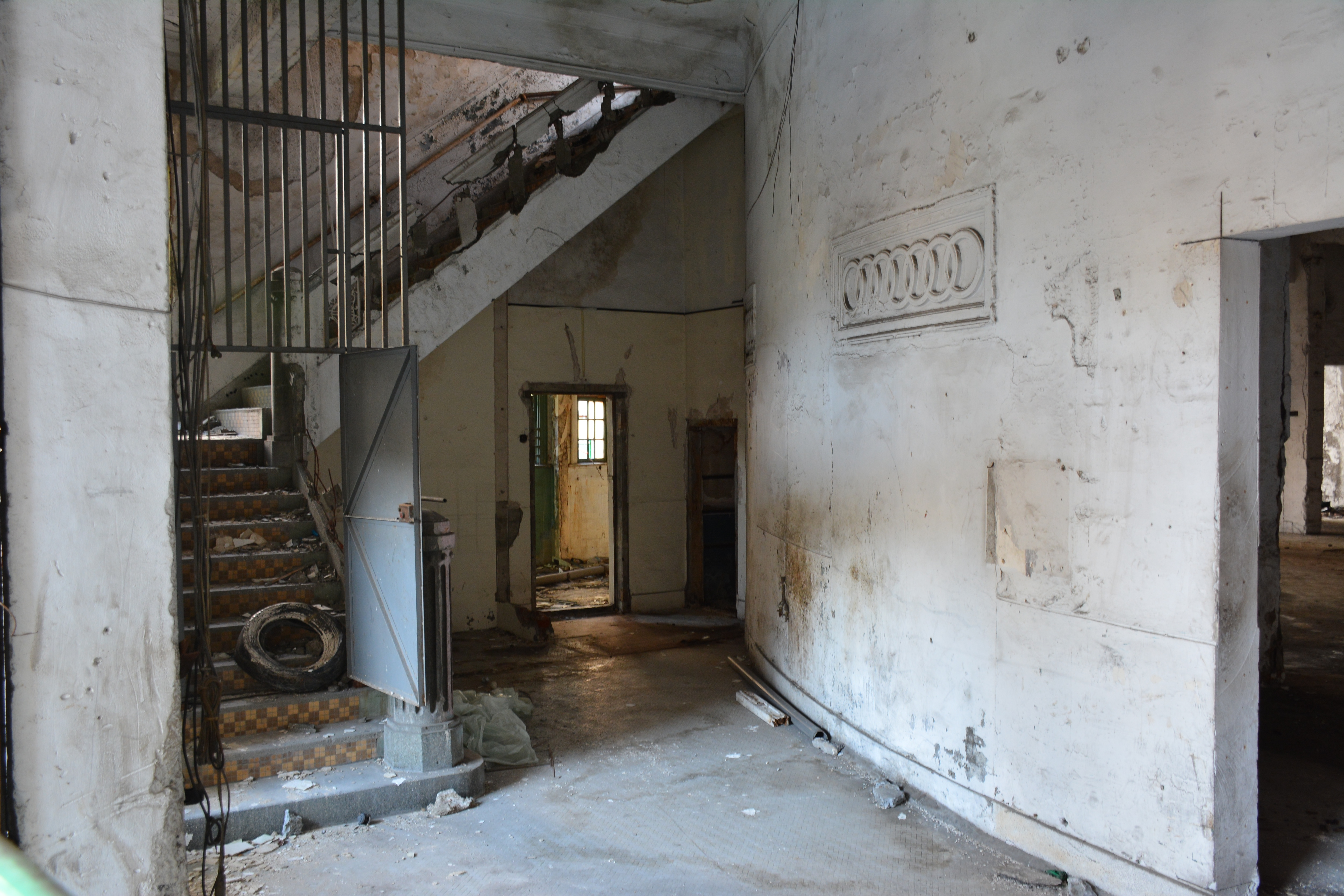
天外天劇場內階梯

天外天劇場的建築風格為折衷主義建築。其建築主體佔地面積約400餘坪，是由技師齋藤辰次郎所設計的三層樓挑高建築，建築面積約2510平方公尺，劇場建地為283坪，期設計容納人數為680人。該劇場在當時設備最新穎，擁有最先進的設施，而在臺灣更是首屈一指的大型民營歐式戲院。該劇場的建築風格融合了美國式劇場和東方元素，成為當時最華麗的民營歐式戲院，結構部分，則採用鋼筋混凝土和鋼骨結構的樑柱系統，並配備圓形屋頂。其圓頂跨距寬度約18.65公尺，是同期劇院的3到4倍以上。。由於當時日本及臺灣受到现代主义建筑影響，在公共建築的設計逐漸脫離古典的建築風格，使得天外天劇場的建築外觀趨於簡潔，但在部分設計仍有西式、中國語彙的呈現，建築特色上亦有以仿雉堞狀的女兒牆、裝飾藝術風格之特徵。顯示出天外天劇場於建築式樣的獨特性。
豐原仕紳張麗俊曾在劇場落成前參觀建築，讚譽其規模華麗與第一代東京寶塚劇場不相上下。漢詩家傅錫祺在其漢詩〈天外天上作重九〉中，形容天外天劇場的規模，媲美中國四大名亭之一的北京市「陶然亭」。

文人心以好奇傳，星想摘來雲想穿。遺世何妨出天半，登高不必限山巔。樓頭刻意論聲調，足下酣歌雜管絃。回首題糕燕市日，一亭低小笑陶然。」詩末傅氏自註：「燕京近城舊無高地可登，惟陶然亭址高可十數尺，作重九者大都會集於此亭。

建築物空間設有精細的細節。包括在劇場的建築形式和裝飾雕花非常精細，在最初落成時，除劇場外，建築物也設立包含食堂、咖啡廳、跳舞場和茶店等空間。此外在樓梯上則鑄鐵雕花之欄杆、廁所的設計上，劇場使用名為「內竹」、「外竹」的磁磚，將貼面轉角處形成完美的弧度，避免出現銳利割人的直角，也不易因撞擊形成破口，展現一體成型的概念。而牆角的特殊設計讓雨水從簷口滴下，不會直接接觸地板，而是通過排水系統順利卸出。
此外，畫家顏水龍亦曾在日治末期至戰後初期間，為天外天劇場創作仿埃及壁畫。

## 另見
- 臺灣文化資產遭破壞列表

## 外部連結
*臺中市東區天外天劇場調查研究成果報告書（繁體中文）
- 天外天劇場的Facebook專頁（繁體中文）
- 過去一百年的台中：天外天劇場文化資產價值研究的Facebook專頁（繁體中文）
- 保留天外天劇場 （页面存档备份，存于）（繁體中文）